# Phyllachora torrubiae
Phyllachora torrubiae är en svampart som beskrevs av Chardón 1932. Phyllachora torrubiae ingår i släktet Phyllachora och familjen Phyllachoraceae.   Inga underarter finns listade i Catalogue of Life.